# 젠틸레 벨리니
젠틸레 벨리네(1429년 - 1507년 2월 23일)는 베니스의 교습소의 한 이탈리아 화가였다. 그는 베니스의 선구자 가문 출신이며, 적어도 그의 경력 초반에는 현재와 반대로 그의 형제인 조반니 벨리니보다 훨씬 더 높은 존경을 받았다. 1474년부터 그는 베니스 총독의 공식 초상 화가였고 그의 초상화뿐만 아니라 특히 베네치아 귀족들의 사회 생활에 매우 중요한 부유한 단체인, 베니스의 스쿠알 그란디를 위해 그들을 아주 많이 그렸다.
1479년에 그는 오스만 제국 황제 메흐메드가 화가를 요구해서 베니스 정부에 의해 콘스탄티노플에 보내졌고 다음 해에 돌아왔다. 그 후, 그의 수많은 그림들이 동방에 남았고 그는 서양화에 있어서 오리엔탈리즘의 창시자 중 한 사람이다. 그의 술탄의 초상화는 그림과 판화로도 그려졌으며, 유럽 전역에 널리 알려져 있다.
그 당시 베니스는 지중해 동쪽에 있는 문화와 교역은 지중해 동부 해안과 아주 가까웠고 아시아와 아프리카로 향하는 길을 제공하는 매우 중요한 지점이었다. 기록된 바에 의하면, 그의 일생 동안 젠틸레는 베니스에서 가장 명망있는 화가였다. 그래서 1479년에 그는 콘스탄티노플에서 술탄 메흐메드 2세를 위해 일하기 위해 베니스 정부에 의해 선정되었다. 하지만, 오스만 제국에서의 그의 업적 외에도, 젠틸레의 작품은 또한 동로마 제국을 포함한 동방의 다른 측면들에도 반응했다.

## 주요 작품

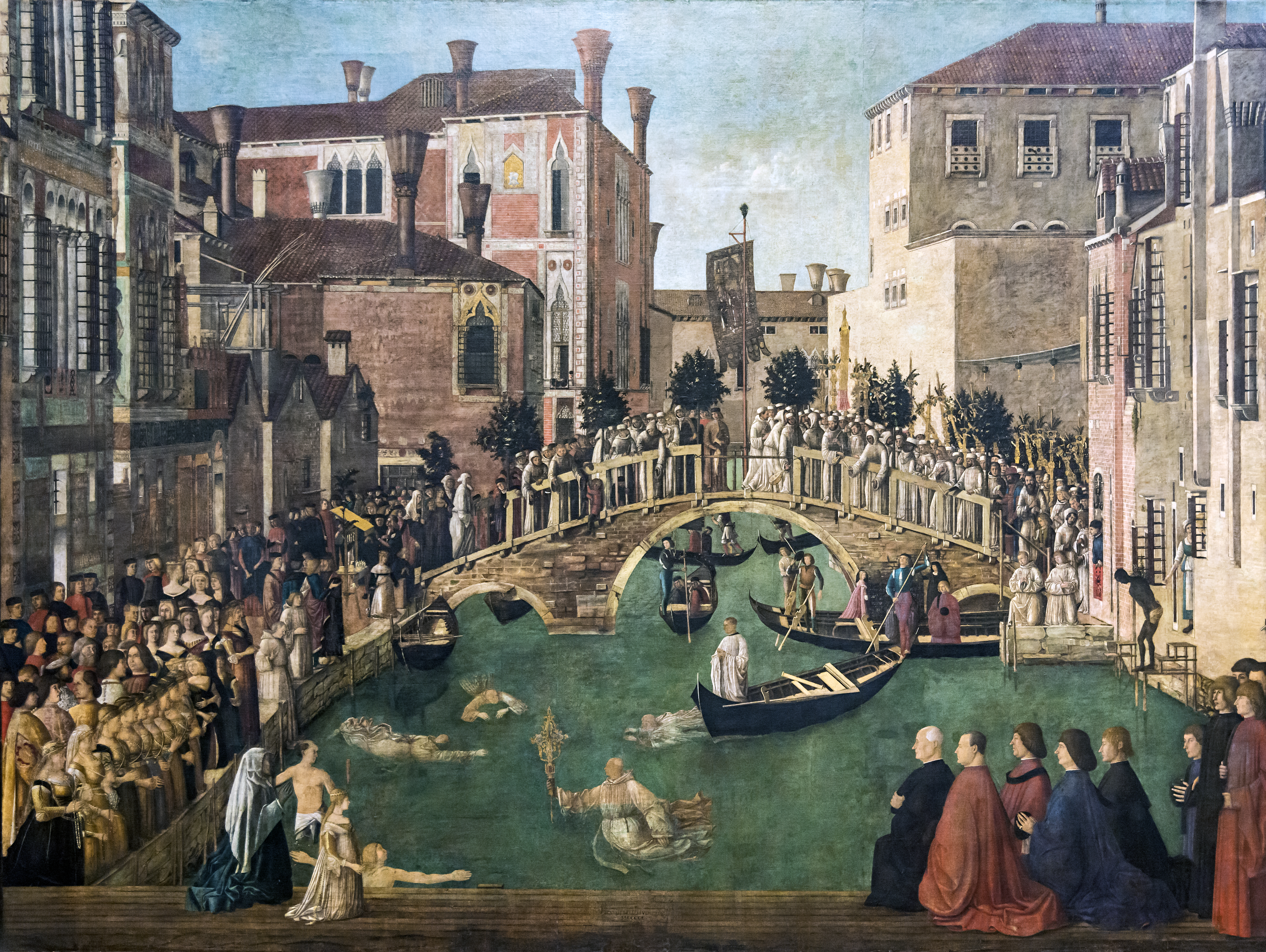
Miracle of the Cross at the Bridge of S. Lorenzo
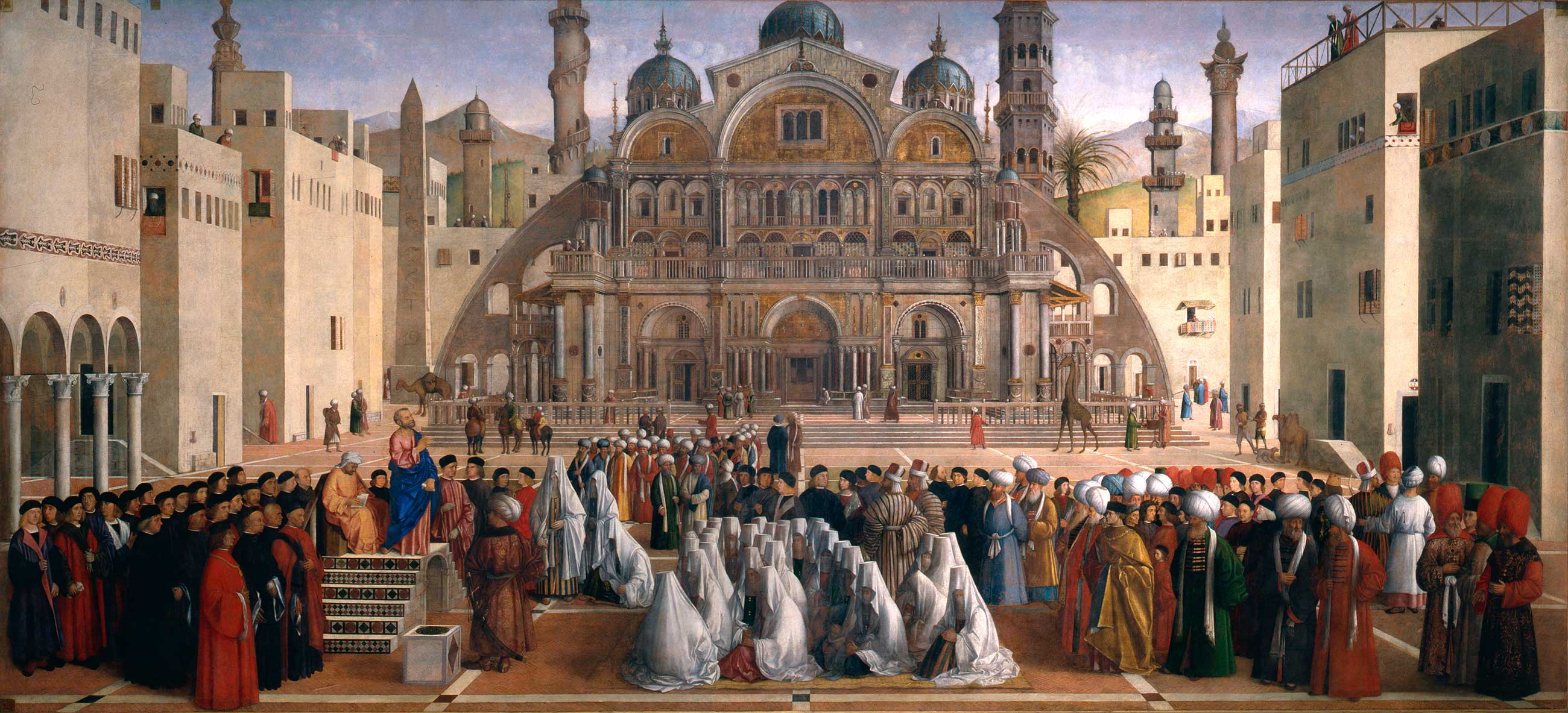
St. Mark Preaching in Alexandria
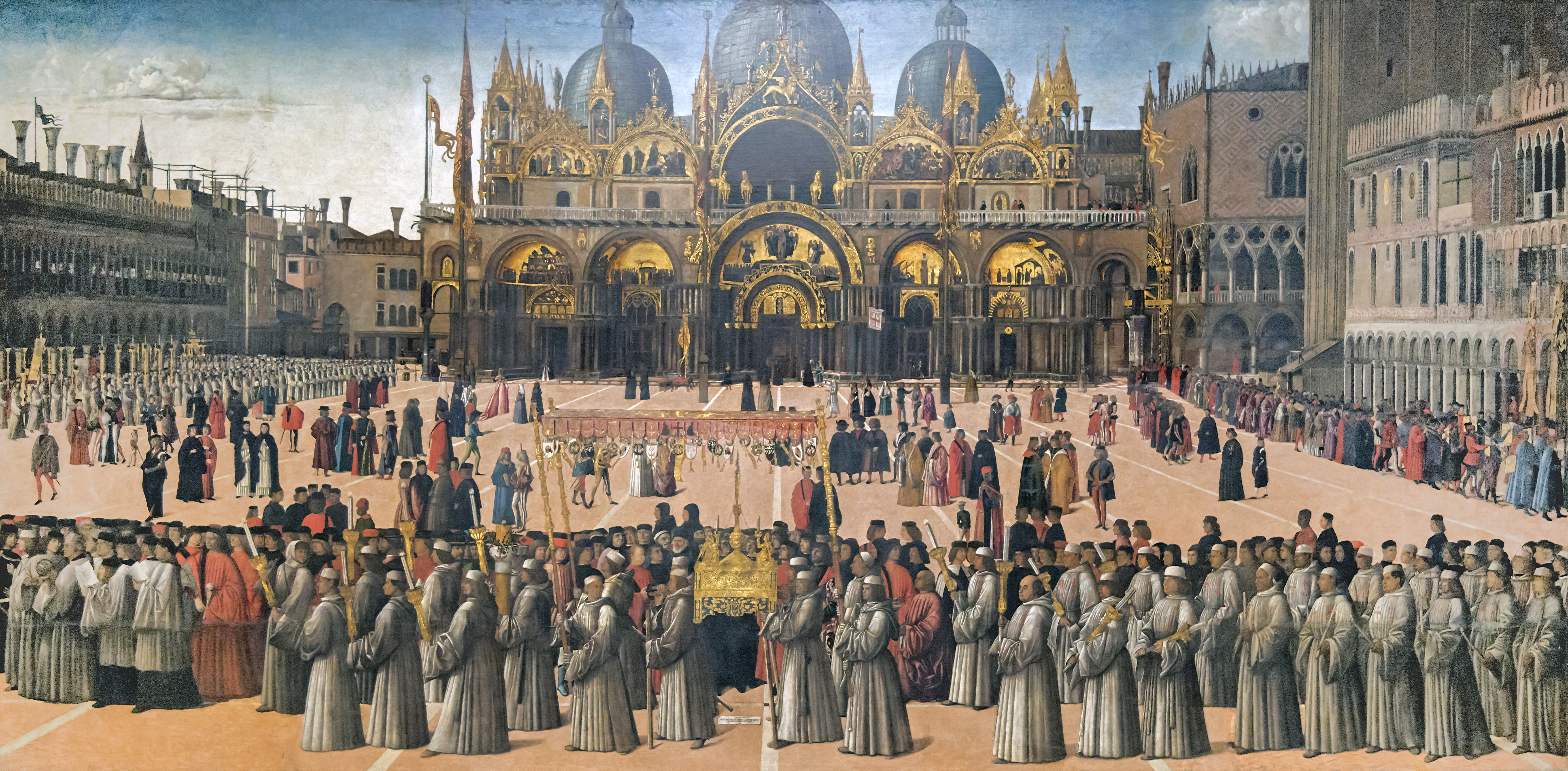
Procession in St. Mark's Square

## 같이 보기
- 오리엔탈리즘